# Добромысль
Добромысль (бел. Дабромысль) — деревня в Ивацевичском районе Брестской области Беларуси. Входит в состав Вольковского сельсовета. Население — 432 человека (2019).

## История
До 24 августа 2022 года входило в состав и являлась административным центром Добромысленского сельсовета. 

## География
Деревня находится в 27 км к северо-востоку от города Ивацевичи, северней деревни проходит граница с Барановичским районом. Деревня стоит на левом берегу реки Щары. Добромысль связан местными дорогами с шоссе Р43 на участке Ивацевичи — Бобруйск и с соседними деревнями Селец и Волька.

## Культура
- Историко-краеведческий музей ГУО "Добромысленский д/с-СШ"

## Достопримечательности
- Церковь Св. Николая. Построена в 1874 году из кирпича. Памятник архитектуры. Церковь включена в Государственный список историко-культурных ценностей Республики Беларусь[3].

### Памятные места
- Братская могила (№ 8356). Оцифрована и 2 мая 2025 года установлена табличка с QR-кодом.
- Памятник землякам, погибшим в Великой Отечественной войне. В 1974 году установлен обелиск[4].